# Мулай Рашид
Принц Мулай Рашид (на арабски: الأمير مولاي رشيد) е роден на 20 юни 1970 г. в Рабат, Кралство Мароко.
Той е 2-рият син на тогавашния крал Хасан II и е брат на сегашния държавен глава на Мароко крал Мохамед VI.